# Tasman-Nationalpark (Australien)
Der Tasman-Nationalpark (engl.: Tasman National Park) auf der australischen Insel Tasmanien liegt 56 km östlich von Hobart. Der Park erstreckt sich entlang der Ostküste der Forestier-Halbinsel und entlang der Ost- und Südküste der Tasman-Halbinsel und umfasst ca. 100 km². Zu ihm gehören viele Inseln, wie beispielsweise Fossil Island und Tasman Island. Er wurde im Jahr 1999 unter Schutz gestellt und dient der Erhaltung der einzigartigen Wald- und Küstenlandschaft, die für ihre Schönheit und Vielfalt bekannt ist.
Der Park ist nach dem niederländischen Seefahrer Abel Tasman benannt, der Tasmanien 1642 für die Europäer entdeckte.

## Geschichte
Auch wenn die Geschichte der Aborigines im Park noch nicht systematisch untersucht wurde, ist von einer permanenten Besiedlung des Gebietes durch den Oyster-Bay-Stamm auszugehen, dessen Mitglieder sowohl die Küsten als auch die Inlandflächen der Inseln ganzjährig aufsuchten.
Auf seiner historischen Reise landete Abel Tasman 1642 auf der Forestier-Halbinsel. Die Erschließung der Küsten lief aber später nur sehr schleppend an. Um 1800 entstanden Walfangstationen, die einen erheblichen Anteil der Exporte der jungen australischen Kolonie erwirtschafteten. Da man später auch dieses Gebiet mit Sträflingen besiedeln wollte, wurden die Stationen teilweise  wieder geschlossen.

## Tierwelt
Im Nationalpark sind zahlreiche Säugetiere anzutreffen: Arten wie der Rotbauchfilander, das Rotnackenwallaby und der Wombat sind seit der Unterschutzstellung des Parks häufiger geworden. Während der Tasmanische Teufel und der Tüpfelbeutelmarder früher weiter verbreitet waren, geht man heute davon aus, dass sie nur in einer kleineren Population in Teilgebieten des Parks leben.
Im Park sind außerdem z. B. die Breitfuß-Beutelmausarten Antechinus swainsonii und Antechinus minimus, 
der Tasmanische Langnasenbeutler und der Kleine Kurznasenbeutler sowie sieben Fledermausarten nachgewiesen.
An den Küsten kann man u. a. den Südafrikanischen Seebär, den Seeleopard und See-Elefanten beobachten. Die Gewässer werden auch von Delfinen verschiedener Arten, von Grindwalen, Südkapern und Buckelwalen aufgesucht.
Durch die vielfältigen Lebensräume finden auch zahlreiche Vogelarten hier ihren Lebensraum. Dazu gehören u. a. der Zwergpinguin, die vom Aussterben bedrohten Arten Thinornis rubricollis (ein Regenpfeifer) und Keilschwanzadler sowie der Weißbauch-Seeadler.

## Pflanzenwelt
Drei Augentrost-Arten kommen endemisch nur in Küstenheiden-Pflanzengesellschaften dieses Nationalparks vor. Es handelt sich um die Arten Euphrasia amphisysepala, E. sp. 'fabula' and E. phragmostoma. Andere Arten wie das Zypressengewächs Callitris rhomboidea, das Heidekrautgewächs Richea dracophylla und die Eucalyptusart Eucalyptus johnstonii erreichen hier ihr südlichstes Verbreitungsgebiet.

## Tourismus
Wanderwege ermöglichen Ausflüge entlang der Küste. Über sie kann man im Süden des Parks zu Klippen gelangen, die zu den höchsten Australiens gehören:
Nature Walks (Kurzwanderung)
- Canoe Bay (zwei Stunden hin und zurück)

Bushwalks (Wanderungen)
- Cape Hauy Track (4 bis 5 Stunden hin und zurück) mit dem berühmten Brandungspfeiler Totem Pole
- Mount Fortescue Track (6 bis 7 Stunden hin und zurück)
- Tasman Trail (6 bis 8 Stunden hin und zurück)
- Cape Raoul (5 Stunden hin und zurück)

Einige der spektakulären Ausblicke auf das Meer und auf Felsformationen sind auch mit dem Auto direkt erreichbar.